# Le Sixième Continent (film, 1954)
Pour les articles homonymes, voir Sixième continent.
Le Sixième Continent (Sesto continente) est un film-documentaire italien réalisé par Folco Quilici sorti en 1954.

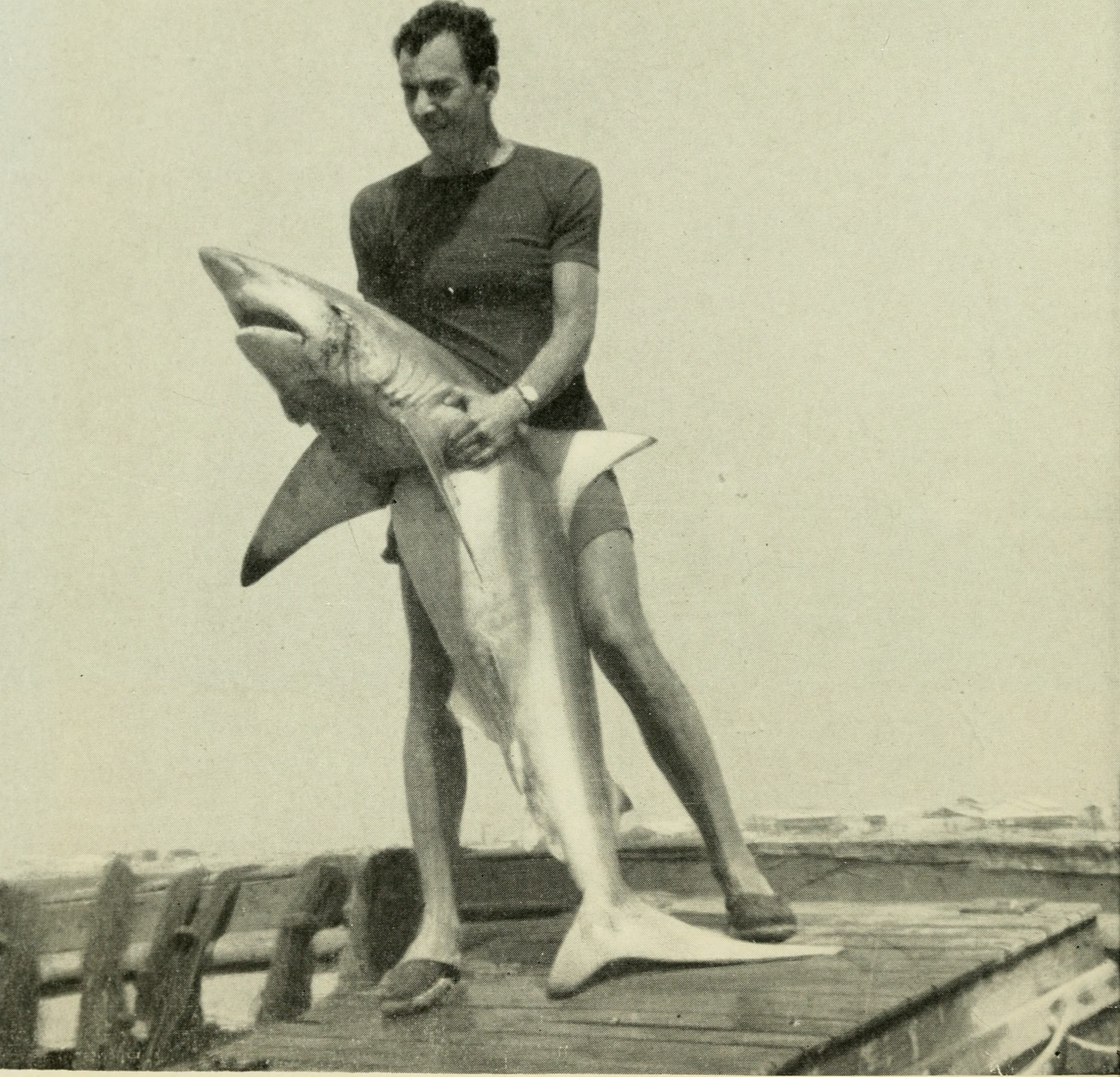

Le film est tourné au cours de la Spedizione Subacquea Nazionale nel Mar Rosso (Expédition nationale sous marine de la mer Rouge) organisée par Bruno Vailati. Il s'agit du premier film en couleur de la cinématographie sous-marine italienne.

## L'expédition en mer Rouge
L’expédition a débuté au cours de l'été 1952 et s'est terminée à l'automne 1953. Elle comprenait le commandant Raimondo Bucher (it), directeur de la section sportive , accompagné de son épouse Enza, championne italienne de la chasse sous-marine, Silverio Zecca dit l'uomo anfibio, la peintre Priscilla Hastings qui aurait réalisé ses œuvres « au fond de la mer », le journaliste Gianni Roghi (it), les chercheurs en biologie Francesco Baschieri Salvadori et Luigi Stuart Tovini del l'Université de Rome, le docteur Alberto Grazioli médecin de l’expédition, l’opérateur cinématographique Masino Manunza et le photographe Giorgio Ravelli.

## Le film documentaire
Le documentaire qui a été tourné en Mer Rouge sur les îles Dahlak a été présenté à la 15e Mostra de Venise en 1954.
De nombreuses espèces de poissons, invertébrés et coraux recueillis pendant plus de 10 000 heures d'immersion ont été catalogués dix ans plus tard au musée zoologique de Rome par des étudiants en sciences naturelles sous la direction du professeur Francesco Baschieri Salvadori.

## Fiche technique
- Titre français : Le Sixième Continent[1]
- Titre original : Sesto continente
- Réalisateur : Folco Quilici
- Scénario : Gian Gaspare Napolitano, Folco Quilici
- Musique : Roberto Nicolosi
- Durée : 96 min
- Format : 1.37 : 1 - couleur
- Genre : documentaire-aventure
- Dates de sortie:
  - Italie : 1954
  - France : 4 juillet 1956